# Дискосвіт
Ця стаття про вигаданий всесвіт Террі Пратчетта.

«Дискосвіт», або зрідка «Плаский світ» (англ. Discworld — букв. «Світ-диск») — серія книг Террі Пратчетта, написаних в жанрі гумористичного фентезі. Книги цієї серії завоювали величезну популярність завдяки тонкому гумору і глибокій, але ненав'язливій філософії. Існує понад 60 різноманітних творів, присвячених Дискосвітові.

## Теми й мотиви
Романи із серії про Дискосвіт поєднані загальними темами і мотивами, властивими всім циклам. Серія про Дискосвіт демонструє механізми впливу тексту на свідомість людини та показує шляхи звільнення від такого навіювання, цінність власного вибору й критичного мислення. Террі Пратчетт називає Дискосвіт «світом й дзеркалом світів». В романах автор пародіює піджанри фентезі, казки (Відьми за кордоном), вампірські історії (Carpe Jugulum. Хапай за горло) тощо. У Дискосвіті віддзеркалені теми опери (Маскарад), рок-музики (Душевна музика) і кіномистецтва (Переміщення картинок). У дзеркалі Дискосвіту відображуються історичні події (від прадавнього Єгипту до війни у Перській затоці), філософські та релігійні течії (Боженята), розвиток технологій (романи про Мокра фон Губперука).

## Підцикли
Книги з циклу про Дискосвіт можна поділити на декілька підциклів. Кожний підцикл має своїх персонажів та місце дії, але вони можуть перетинатися.
- Ринсвінд —  в цьому підциклі розповідається про одного «чарівника», недовипускника Невидної академії, практично не здатного до магії. Ринсвінд один з найвеличніших чаклунів Дискосвіту — рятує світ і тому подібне… Також в цьому циклі багато інших чаклунів, таких як Архіректор (англ. Archancellor, в українському перекладі[4]) академії Ридикуль.
- Відьми — цикл розповідає про найбільш відомих представниць відьмацької справи — Бабуся Дощевіск, наймогутнішу відьму Диску, й тітуню Оґг, авторку «Пісні про їжачка». Їхня подружка Маграт Часник брала участь у багатьох спільних пригодах, але після одруження з монархом Ланкра присвятила себе чоловіку, дитині та підданим. Її змінила Аґнеса Нітт — молода й талановита відьма. Їх магія — особлива, не така як у чарівників: щоб запалити вогонь, відьма довго й сердито дивиться на хмиз, доки він не запалає від сорому.
- Смерть — цикл розповідає про антропоморфічну сутність чоловічого роду і його найближче оточення. Смерть — це кістяк з косою на білому коні. Смерть час від часу намагається пародіювати людям — грати на скрипці, ходити у відпустку, заводити кішок та дітей. У його нелегкій роботі йому допомагають його слуга Альберт, Смерть Щурів і онука Сюзен.
- Міська варта — цикл про важкі будні міської варти, про її становлення як організації з трьох нікчемних людей, до могутньої сили Анк-Морпорку. Очолює Міську варту Семюель Ваймз, разом з капралом Нобсом, сержантом Фредом Колоном та капітаном Морква вони оберігають порядок і спокій найбільшого міста Дискосвіту.
- Тіфані Болячка — «дитячий» підцикл, про юну відьму.
- Мокр фон Губперук — підцикл про Мокра фон Губперука, якому дали другий шанс і прийняли на службу аби він покращив роботу міських служб.

Окрім загальноприйнятого розподілу романів про Дискосвіт на підцикли існує декілька варіантів класифікації. Зокрема Є. О. Канчура запропонувала типологію романів циклу за типом дискурсу (соціально обумовленої системи мовлення, яка характеризує певну ментальність та світогляд, виражений в тексті), який домінує в кожній групі, та його зв'язку з часопросторовою організацією кожного твору (Додаток Б: Типологія романів циклу про Дискосвіт с. 226—231).

## Географія
Диск (а саме так жителі Дискосвіту називають свою домівку) розміщений на спинах чотирьох слонів, які в свою чергу, стоять на спині велетенської черепахи А-Туїна, і це не метафора.
На диску немає звичних понять про сторони світу. Для визначення напрямку жителі Дискосвіту користуються позначеннями, «до узбіччя» і протилежним «до середини», а також «за обертанням диску» і «проти обертання диску».

### Край
Край, або Краєпад — це великий водоспад, в якому вода з морів Дискосвіту стікає за край диску і розпорошується в безмежному космосі.

### Осердя
Осердям в Дискосвіті називають центр диску, приблизно на ньому розташована гора Дунманіфестин на якій проживають боги.

### Материки
На диску знаходиться чотири материки та велика кількість малих островів.
- Головний континент

Люди, які проживають на центральному континенті, вважають себе за найбільш цивілізованих та найважливіших людей на диску. Вони навіть не надали ім'я своєму континенту, бо вважають що називаючи його Континентом, вони досить точно вказують де саме живуть. Також іноді цей континент називають «Безіменний континент» або «Центральний континент».
- Хапонія

Хапонія насправді є тим же масивом суходолу, що і Основний континент, але жителі обох континентів, розглядають Хапонію як окреме від Основного континенту утворення. Пересічні жителі Анк-Морпока, асоціюють Хапонію як: велетенську, неродючу, наповнену гарячим піском, пустеля, наявність верблюдів та інжиру.
Окрім пустелі, на Хапонії ще також є джунглі.
- Противажний континент

Весь Противажний континент контролюється Агатовою імперією.
Географи та філософи давно зробили висновок, що має десь на диску існувати Противажний континент (приблизно з тією ж масою що і інші континенти), для рівномірного розподілення ваги на спини слонів, які тримають Диск. Однак, коли протилежний континент був відкритий дослідниками, то він виявився значно менший за площею ніж інші континенти. Така разюча різниця в розмірах мала перевернути диск (буквально), але як виявилося, баланс ваги на спинах слонів продовжував зберігатися завдяки масі Противажного континенту. В корі Противажного континенту знаходиться неймовірна кількість золота, що окрім збільшення ваги материка, зробило пануючу на ньому Агатову імперію найбагатшою країною Диску.

## Персонажі
Короткий список груп персонажів відомих в Дискосвіті.
- Боги
- Відьми
- Гільдія вбивць
- Гільдія крадіїв
- Гільдія жебраків
- Герої
- Големи
- Гноми
- Мешканці Анк-Морпорка
- Жителі інших місцевостей
- Міська варта
- Мерці
- Тролі
- Чаклуни
- Ченці історії
- Варвари
- Смерть

## Список творів

### Романи
| №  | Назва українською мовою                          | Оригінальна назва                            | Підцикл                         | Рік  |
| -- | ------------------------------------------------ | -------------------------------------------- | ------------------------------- | ---- |
| 1  | «Колір магії»                                    | The Colour of Magic                          | Ринсвінд                        | 1983 |
| 2  | «Химерне Сяйво»                                  | The Light Fantastic                          | Ринсвінд                        | 1986 |
| 3  | «Право на чари»                                  | Equal Rites                                  | Відьми                          | 1987 |
| 4  | «Морт»                                           | Mort                                         | Смерть                          | 1987 |
| 5  | «Чаротворці»                                     | Sourcery                                     | Ринсвінд                        | 1988 |
| 6  | «Віщі сестри»                                    | Wyrd Sisters                                 | Відьми                          | 1988 |
| 7  | «Піраміди»                                       | Pyramids                                     | Позацикловий                    | 1989 |
| 8  | «Варта! Варта!»                                  | Guards! Guards!                              | Міська варта                    | 1989 |
| 9  | «Ерік»                                           | Faust Eric                                   | Ринсвінд                        | 1990 |
| 10 | «Рухомі картинки»                                | Moving Pictures                              | Позацикловий                    | 1990 |
| 11 | «Жнець»                                          | Reaper man                                   | Смерть                          | 1991 |
| 12 | «Відьми за кордоном»                             | Witches Abroad                               | Відьми                          | 1991 |
| 13 | «Боженята»                                       | Small Gods                                   | Позацикловий                    | 1992 |
| 14 | «Пані та Панове»                                 | Lords and Ladies                             | Відьми                          | 1992 |
| 15 | «Озброєні»                                       | Men at Arms                                  | Міська варта                    | 1993 |
| 16 | «Душевна музика»                                 | Soul Music                                   | Смерть                          | 1994 |
| 17 | «Цікаві часи»                                    | Interesting Times                            | Ринсвінд                        | 1995 |
| 18 | «Маскарад»                                       | Maskerade                                    | Відьми                          | 1995 |
| 19 | «Глиняні ноги»                                   | Feet of Clay                                 | Міська варта                    | 1996 |
| 20 | «Батько Вепр»                                    | Hogfather                                    | Смерть                          | 1996 |
| 21 | «Джинґо»                                         | Jingo                                        | Міська варта                    | 1997 |
| 22 | «Останній континент»                             | Last Continent                               | Ринсвінд                        | 1998 |
| 23 | «Бери за горло»                                  | Carpe Jugulum                                | Відьми                          | 1998 |
| 24 | «П'ятий слон»                                    | The Fifth Elephant                           | Міська варта                    | 1999 |
| 25 | «Правда»                                         | The Truth                                    | Позацикловий                    | 2000 |
| 26 | «Крадій часу»                                    | Thief of Time                                | Смерть, Ченці Історії           | 2001 |
| 27 | «Останній герой»                                 | The Last Hero                                | Ринсвінд                        | 2001 |
| 28 | «Дивовижний Моріс та його вчені гризуни»         | The Amazing Maurice and His Educated Rodents | Позацикловий                    | 2001 |
| 29 | «Нічна варта»                                    | Night Watch                                  | Міська варта, Ченці Історії     | 2002 |
| 30 | «Вільні малолюдці»                               | The Wee Free Men                             | Тіфані Болячка                  | 2003 |
| 31 | «Монстрячий Загін»                               | Monstrous Regiment                           | Позацикловий                    | 2003 |
| 32 | «Повен неба капелюх / Шляпа, наповнена небесами» | A Hat Full of Sky                            | Тіфані Болячка                  | 2004 |
| 33 | «Поштова лихоманка»                              | Going Postal                                 | Мойст фон Ліпвіг                | 2004 |
| 34 | «Гуп!»                                           | Thud!                                        | Міська варта                    | 2005 |
| 35 | «Зимар»                                          | Wintersmith                                  | Тіфані Болячка                  | 2006 |
| 36 | «Роби гроші»                                     | Making Money                                 | Мойст фон Ліпвіг                | 2007 |
| 37 | «Невидимі академіки»                             | Unseen Academicals                           | Невидимий університет, Ринсвінд | 2009 |
| 38 | «Вберуся в колір ночі / Я одягну північ»         | I Shall Wear Midnight                        | Тіфані Болячка                  | 2010 |
| 39 | «Понюх / Понюшка»                                | Snuff                                        | Міська варта                    | 2011 |
| 40 | «Пар підіймається»                               | Raising Steam                                | Мойст фон Ліпвіг                | 2013 |
| 41 | «Корона Пастуха»                                 | The Shepherd's Crown                         | Тіфані Болячка                  | 2015 |

### Оповідання
| № | Назва українською мовою                               | Оригінальна назва                            | Підцикл      | Рік  |
| - | ----------------------------------------------------- | -------------------------------------------- | ------------ | ---- |
| 1 | «Міст тролів»                                         | Troll Bridge                                 | Коен-Варвар  | 1992 |
| 2 | «Театр жорстокості»                                   | Theater of Cruelty                           | Міська варта | 1998 |
| 3 | «Море та рибки»                                       | The Sea and Little Fishes                    | Відьми       | 1998 |
| 4 | «Смерть та що буває далі»                             | Death and What Comes Next                    | Смерть       | 2002 |
| 5 | «Академічний екзорцизм в окремо взятому Університеті» | A Collegiate Casting-Out of Devilish Devices |              | 2005 |

### Мапи Дискосвіту
| № | Назва українською мовою | Оригінальна назва           | Рік  |
| - | ----------------------- | --------------------------- | ---- |
| 1 | «Вулиці Анк-Морпорка»   | The Streets of Ankh-Morpork | 1993 |
| 2 | «Путівник по Ланкру»    | A Tourist Guide to Lancre   | 1998 |
| 3 | «Оселя Смерті»          | Death's Domain              | 1999 |

### Наука Дискосвіту
| № | Назва українською мовою              | Оригінальна назва                            | Рік  |
| - | ------------------------------------ | -------------------------------------------- | ---- |
| 1 | «Наука Дискосвіту»                   | The Science of Discworld                     | 1999 |
| 2 | «Наука Дискосвіту 2: Глобус»         | The Science of Discworld II: The Globe       | 2002 |
| 3 | «Наука Дискосвіту 3: погляд Дарвіна» | The Science of Discworld III: Darwin's Watch | 2005 |
| 4 | «Наука Дискосвіту 4: Судний день»    | The Science of Discworld IV: Judgement Day   | 2013 |

### Інші твори про Дискосвіт
| №  | Назва українською мовою            | Оригінальна назва                  | Рік  |
| -- | ---------------------------------- | ---------------------------------- | ---- |
| 1  | «Дискосвіт: довідник»              | The Discworld Companion            | 1994 |
| 2  | «Портфоліо Пратчетта»              | The Pratchett Portfolio            | 1996 |
| 3  | «Куховарська книга нянечки Оґг»    | Nanny Ogg's Cookbook               | 1999 |
| 4  | «Мистецтво Дискосвіту»             | The Art of Discworld               | 2004 |
| 5  | «Альманах Дискосвіту»              | The Discworld Almanak              | 2004 |
| 6  | «Де моя корова?»                   | Where's My Cow?                    | 2005 |
| 7  | «Книга невидимого університету»    | The Unseen University Cut Out Book | 2006 |
| 8  | «Дотепність і мудрість Дискосвіту» | Wit and Wisdom of Discworld        | 2007 |
| 9  | «Фольклор Дискосвіту»              | The Folklore of Discworld          | 2005 |
| 10 | «Путівник Місіс Бредшоу»           | Mrs Bradshaw's Handbook            | 2014 |

## Переклади українською
Незважаючи на широку популярність творів, довгий час їхніх українських перекладів не було видано. Лише у 2010 році, через 27 років після виходу першої книги, видавництво «Буквоїд» опублікувало роман «Правда» українською мовою, за перекладом Олександра Михельсона. У 2017 році «Видавництво Старого Лева» анонсували видання творів Террі Пратчетта українською, а вже 6 травня 2017 на щорічному фестивалі культури Kyiv Comic Con, видавництво та куратори проекту представили пре-промо «Дискосвіту» Террі Пратчетта за участі перекладача Олександра Михельсона та кураторки серії Ольги Ренн, а також презентацію відеоряду від ілюстраторів - "Творчої майстерні «Аґрафка". Кожен цикл у виданні Видавництва Старого Лева має власну символіку, про що у процесі створення розповіли дизайнери обкладинки Творча майстерня «Аґрафка».
"Також, ми були свідомі того, що це не одна й не дві книги, а цілих 44. І потрібно було мислити загальним блоком, аби якась книга не перетягувала ковдру на себе, а всі мали рівні права. Ми цінуємо Пратчетта за те, що у нього є неймовірний сплав легенд, міфології, гумору, сатири й іронії, тож вирішили, що треба використати саме це. Тому основні у нас – слони, на яких стоїть Дискосвіт. Також взяли старі манускрипти й магічні книги, спершу їх малювали, потім віддруковували, аби відтворити друкарську тактильну культуру. Світ Пратчетта – дуже візуальний, але кожен його трактує у свій спосіб. Тому ми вирішили відмовитися від конкретного трактування окремих персонажів, а йти шляхом виразних символів".
Перші 2 твори з серії  «Дискосвіт»: «Колір магії», «Правда» видавництво представили на щорічному Форумі Видавців у Львові восени 2017. Наприкінці того року, Видавництво Старого Лева представили третій роман серії Дискосвіт і перший у підциклі "Відьми" - "Право на чари", до того у грудні 2017 було проведено першу зустріч присвячену трьом романам Пратчетта українською і тонкощам перекладу Дискосвіту. У 2018 році було видано такі твори як — «Морт», «Химерне сяйво», «Віщі сестри» і другий роман у циклі "Смерть" під назвою "Жнець". На початку 2019 року було вперше проведено зустріч присвячену роману "Морт" читацького клубу шанувальників творчості Террі Пратчетта у Дніпрі..  Весною того року, було проведено першу зустріч "Гільдії Пратчеттоманів" у Києві, де розповідали і ділилися найсвіжішими враженнями від нового перекладу Террі Пратчетта українською — роману «Чаротворці». Влітку 2019 року вийшов перший роман з підциклу «Варта» — «Варта! Варта!», а також такі твори як: "Душевна Музика", "Відьми за Кордоном", "Озброєні", "Батько Вепр". У 2020 році вийшов в паперовому та вперше в електронному форматі 33-й роман серії «Дискосвіт» та перший роман циклу про Мокра фон Губперука під назвою «Поштова лихоманка» і "Ерік" дев’ята книжка у серії «Дискосвіт» та четверта у циклі «Ринсвінд». В жовтні 2020 Видавництво Старого Лева видало 30 роман з серії під назвою "Вільні Малолюдці" у перекладі Марти Госовської, до того це видання стало першим у циклі "Тіфані" і другим романом виданим в електронному форматі від видавництва. Того ж місяця "ВСЛ" повідомило про майбутні плани та зміни видання нових романів з серії на 2021 рік. Через епідемію коронавірусу (Covid 19) графік видання комплекту романів з 6 нових частин змінився, спершу було анонсовано видання на початку січня 2021, третього роману із циклу «Варта» "Глиняні Ноги" - переклад над яким вів Олександр Михельсон, остання книга з циклу "Смерть" під українською назвою "Крадій Часу" - перекладачем якої виступив Віктор Морозов, та 4 роман з циклу "Відьми" під назвою "Пані та Панове". Наразі видавництво веде перемовини з правовласниками щодо змоги продавати книги Террі Пратчетта в електронному форматі.

## Дослідження творчості в українському літературознавстві
Дослідження творчості Террі Пратчетта ведеться в українському літературознавстві з 2005 року. В 2012 році була захищена кандидатська дисертація Євгенії Канчури «Моделювання текстуалізованого світу в романах-фентезі Террі Претчетта». До творчості Террі Пратчетта звертаються також кандидат філологічних наук О. В. Тихомирова, доктор філологічних наук Т. М. Рязанцева та інші науковці.
Варіанти перекладів назв романів, наведені у таблиці, запропоновані в роботі Є. О. Канчури. Ідея перекладу «Equal Rites» як «Рівні ритуали» та «Hogfather» як «Дід Кабан» належить О. В. Тихомировій. Ідея перекладу «Monstrous Regiment» як «Страхітлива чота» — Т. М. Рязанцевій.

## Екранізації
Вперше британська анімаційна студія "Cosgrove Hall" розпочала виробництво мультфільмів за серією романів Террі Пратчетта у 1996 для телеканалу Channel 4. Мультфільми були доступні на DVD та VHS у США та Великій Британії. Спершу студія випустила 8-хвилинну адаптацію роману "Жнець" під назвою "Welcome to the Discworld" — "Вітаємо у Дискосвіті". У 1997-98 роках було представлено 6 серійні адаптації романів "Душевна Музика" та "Віщі сестри", роль Смерті у яких озвучив Крістофер Лі. 
У 2006 році британська телекомпанія Sky1 екранізувала роман "Батько Вепр", знявши двосерійний фільм "Terry Pratchett's Hogfather", що виграв нагороду за інтерактивність на премії BAFTA TV Awards 2007 за використання інтерактивних опцій, доступних на цифровому телебаченні.
У березні 2008 було представлено екранізацію перших романів з серії: "Колір Магії" та "Химерне Сяйво", під назвою "Terry Pratchett's The Colour of Magic" головні ролі у ньому зіграли: Шон Астін, Крістофер Лі, Тім Каррі й Террі Пратчетт, що отримав камео у кіноадаптації.

### Телесеріал "Варта" відBBC America
"The Watch" (англ) — "Варта" (укр) - майбутній британський телесеріал, заснований на циклі "Варта", дата виходу якого запланована на січень 2021 року. Спершу серіал розроблявся Террі, а потім його донькою Ріанною Пратчетт з 2011. Попри смерть письменника у 2015 році, у жовтні 2016 його донька повідомила, що розробка проекту триває. У жовтні 2018 стало відомо, що телепроєкт міститиме шість епізодів, присвячених щоденню міської варти Анк-Морпорка. Серіал у співпраці творить «BBC Studios» і «Narrativia» – компанія, створена Пратчеттом 2012 року, яку тепер курує Ріанна Пратчетт та його колишній асистент Роб Вілкінс. Опісля BBC America оголосив про замовлення 8 епізодів майбутнього серіалу, сценарій до якого написав Саймон Аллен. Зйомки серіалу розпочалися у вересні 2019 року у Кейптауні, Південна Африка. Серіал із восьми епізодів розкаже про пригоди, що чекають на міську варту Анк-Морпорка. Капітан Ваймз, констебль Морква, капрал Ноббс та інші охоронці міста мусять подолати не одне випробування, аби врятувати Анк-Морпорк та його жителів. Головні ролі у серіалі виконують Річард Дормер («Гра престолів»), Адам Гьюджілл («1917»), Джо Ітон-Кент («Не забудьте водія»), Марама Корлетт («Кривава погоня»), Лара Россі («Перетинаючи межу») та Сем Адевунмі («Останнє дерево») та інші.
https://youtu.be/ymQMJDmhu70